# 玛丽娜·穆卡别诺娃
马琳娜·阿列克谢耶芙娜·穆卡别诺娃（俄语： 1982年3月20日—）俄罗斯政治家，生于苏联卡尔梅克苏维埃社会主义自治共和国拉甘，统一俄罗斯党成员，俄罗斯联邦国家杜马议员，国家杜马信息政策、信息技术与通信委员会副主席。2004年毕业于卡尔梅克国立大学。2007年年首次当选国家杜马议员。2008年10月21日至11月2日曾访问中华民国，与主委王如玄就女性就業、婦女權益等議題交換意見。2017年5月提出对在俄境内使用即时通讯方式的用户进行实名监管的法律草案。